# Ermentrude (figlia di Luigi II il Balbo)
Ermentrude (875 circa – 892 circa) era figlia di Luigi II il Balbo, re dei Franchi Occidentali e la sua prima moglie, Ansgarda di Borgogna, figlia di Arduino di Borgogna. Era quindi sorella dei successori di Luigi II, Luigi III e Carlomanno II, e sorellastra di Carlo III il Semplice.

## Biografia
La vita di Ermentrude è pressoché sconosciuta e non compare nelle cronache del suo tempo. Ci sono poche prove della sua esistenza, se non il fatto che compare in una Tabula Genealogica carolingia dell'XI secolo, dove è indicata come la bisnonna dell'imperatrice Cunegonda di Lussemburgo. Sembra che Ermentrude sia stata sposata, forse con Eberardo di Sulichgau , figlio di Unroch III del Friuli, nell'888. Ebbe due figlie:
1. Cunegonda (888/895-† dopo il 923), che sposò Vigerico (890 - 919), conte di Bidgau e conte palatino di Lotaringia, nel 909, e Ricuino, conte di Verdun († 923) nel 922;
2. Giuditta di Sulichgau che sposò Arnolfo I di Baviera[senza fonte].

È possibile che Ermentrude abbia avuto un secondo matrimonio, con Reginardo I dell'Hainaut. Tuttavia, questa ipotesi è controversa, soprattutto tra gli storici che considerano Giselberto come il terzo marito della figlia di Ermentrude, Cunegonda.

## Ascendenza
|                       |   |                        | Genitori              |  |  | Nonni |  |  | Bisnonni        |  |  | Trisnonni  |  |
|                       |   |                        |                       |  |  |       |  |  | Ludovico il Pio |  |  | Carlomagno |  |
|                       |   |                        |                       |  |  |       |  |  | Ludovico il Pio |  |  | Carlomagno |  |
|                       |   | Hildegard              |                       |  |  |       |  |  | Ludovico il Pio |  |  |            |  |
| Carlo il Calvo        |   |                        |                       |  |  |       |  |  | Ludovico il Pio |  |  |            |  |
|                       |   | Giuditta di Baviera    | Guelfo I              |  |  |       |  |  |                 |  |  |            |  |
|                       |   | Giuditta di Baviera    | Guelfo I              |  |  |       |  |  |                 |  |  |            |  |
|                       |   | Giuditta di Baviera    | Hedwig di Baviera     |  |  |       |  |  |                 |  |  |            |  |
| Luigi II di Francia   |   | Giuditta di Baviera    |                       |  |  |       |  |  |                 |  |  |            |  |
|                       |   | Oddone d'Orléans       | Adrian d'Orléans      |  |  |       |  |  |                 |  |  |            |  |
|                       |   | Oddone d'Orléans       | Adrian d'Orléans      |  |  |       |  |  |                 |  |  |            |  |
|                       |   | Oddone d'Orléans       | Waldrada d'Orléans    |  |  |       |  |  |                 |  |  |            |  |
| Ermentrude d'Orléans  |   | Oddone d'Orléans       |                       |  |  |       |  |  |                 |  |  |            |  |
|                       |   | Engeltrude di Fézensac | Leotardo II di Parigi |  |  |       |  |  |                 |  |  |            |  |
|                       |   | Engeltrude di Fézensac | Leotardo II di Parigi |  |  |       |  |  |                 |  |  |            |  |
|                       |   | Engeltrude di Fézensac | Grimilde              |  |  |       |  |  |                 |  |  |            |  |
| Ermentrude di Francia |   | Engeltrude di Fézensac |                       |  |  |       |  |  |                 |  |  |            |  |
|                       | … | …                      |                       |  |  |       |  |  |                 |  |  |            |  |
|                       | … | …                      |                       |  |  |       |  |  |                 |  |  |            |  |
|                       | … | …                      |                       |  |  |       |  |  |                 |  |  |            |  |
| Arduino di Borgogna   | … |                        |                       |  |  |       |  |  |                 |  |  |            |  |
|                       |   | …                      | …                     |  |  |       |  |  |                 |  |  |            |  |
|                       |   | …                      | …                     |  |  |       |  |  |                 |  |  |            |  |
|                       |   | …                      | …                     |  |  |       |  |  |                 |  |  |            |  |
| Ansgarda di Borgogna  |   | …                      |                       |  |  |       |  |  |                 |  |  |            |  |
|                       |   | …                      | …                     |  |  |       |  |  |                 |  |  |            |  |
|                       |   | …                      | …                     |  |  |       |  |  |                 |  |  |            |  |
|                       |   | …                      | …                     |  |  |       |  |  |                 |  |  |            |  |
| Wisemberga            |   | …                      |                       |  |  |       |  |  |                 |  |  |            |  |
|                       |   | …                      | …                     |  |  |       |  |  |                 |  |  |            |  |
|                       |   | …                      | …                     |  |  |       |  |  |                 |  |  |            |  |
|                       |   | …                      | …                     |  |  |       |  |  |                 |  |  |            |  |
|                       |   | …                      |                       |  |  |       |  |  |                 |  |  |            |  |